# کسنیا ماکیوا
کسنیا ماکیوا (روسی: Ксения Владимировна Макеева؛ IPA: [ˈksʲenʲɪɪ̯ə mɐˈkʲe(ɪ̯)ɪvə]؛ زادهٔ ۱۹ سپتامبر ۱۹۹۰) بازیکن هندبال زن اهل روسیه است.